# Torre del Lago Puccini

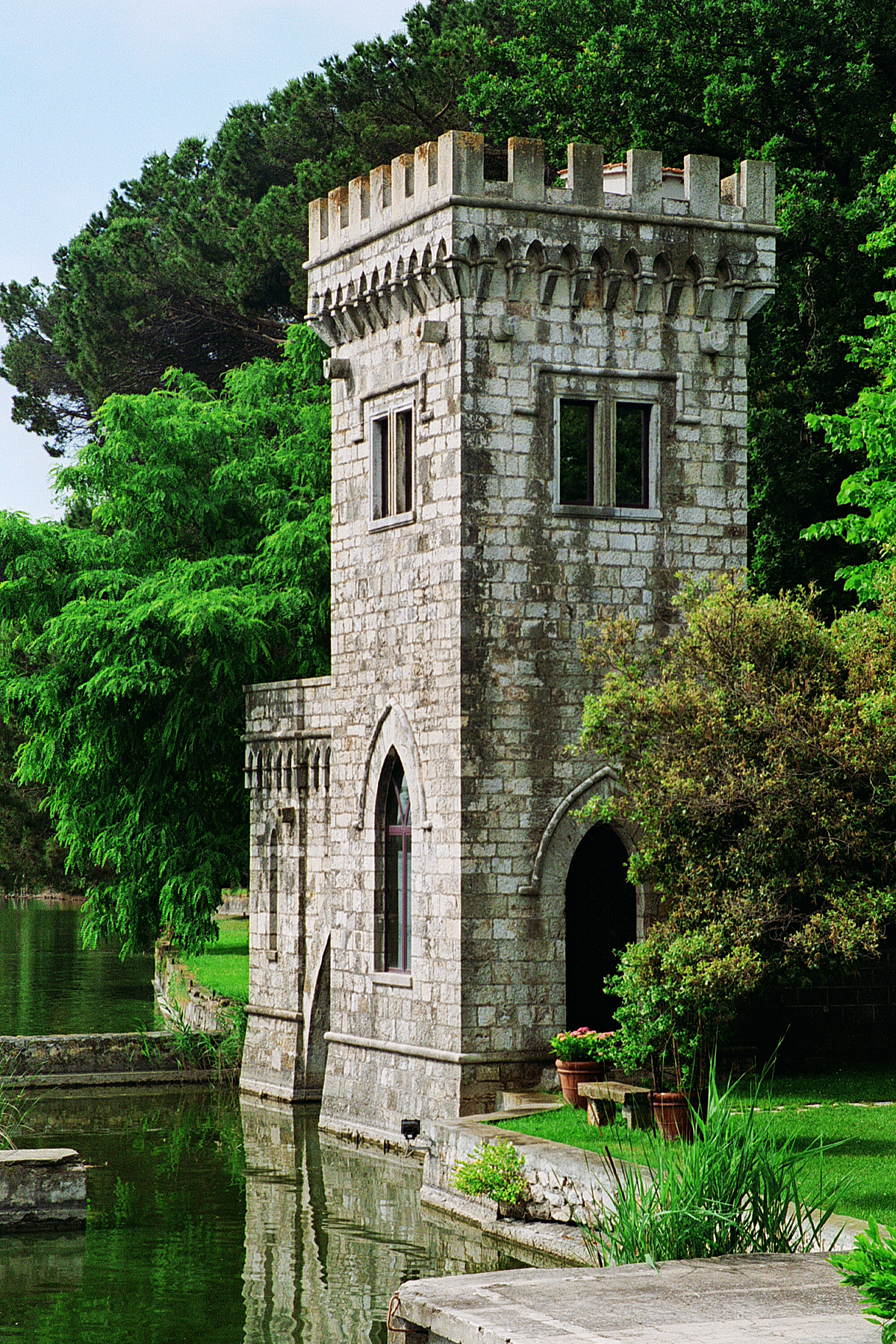
La torre que origina su nombre.

Torre del Lago Puccini es una localidad del municipio italiano de Viareggio (provincia de Lucca en la Toscana), entre el lago de Massaciuccoli y el Mar de Liguria en la Versilia. 
Tiene alrededor de 11.000 habitantes. Su territorio corresponde al de la Circoscrizione 1- Torre del Lago Puccini de Viareggio. 

## Origen etimológico
El origen del nombre radica en la presencia de una torre construida entre los siglos XV-XVI en la zona del lago de Massaciuccoli (llamada originalmente Torre Guinigi e posteriormente Torre del Turco
El 21 de diciembre de 1938 se le agregó al nombre de Torre del Lago el de Puccini en homenaje a su más célebre residente, el compositor lucchese, Giacomo Puccini (1858-1924) autor de La Boheme, Madama Butterfly y otras operas famosas.

## Lugares de interés
En el centro histórico de Torre del Lago se pueden apreciar varias casas de estilo Art Nouveau 

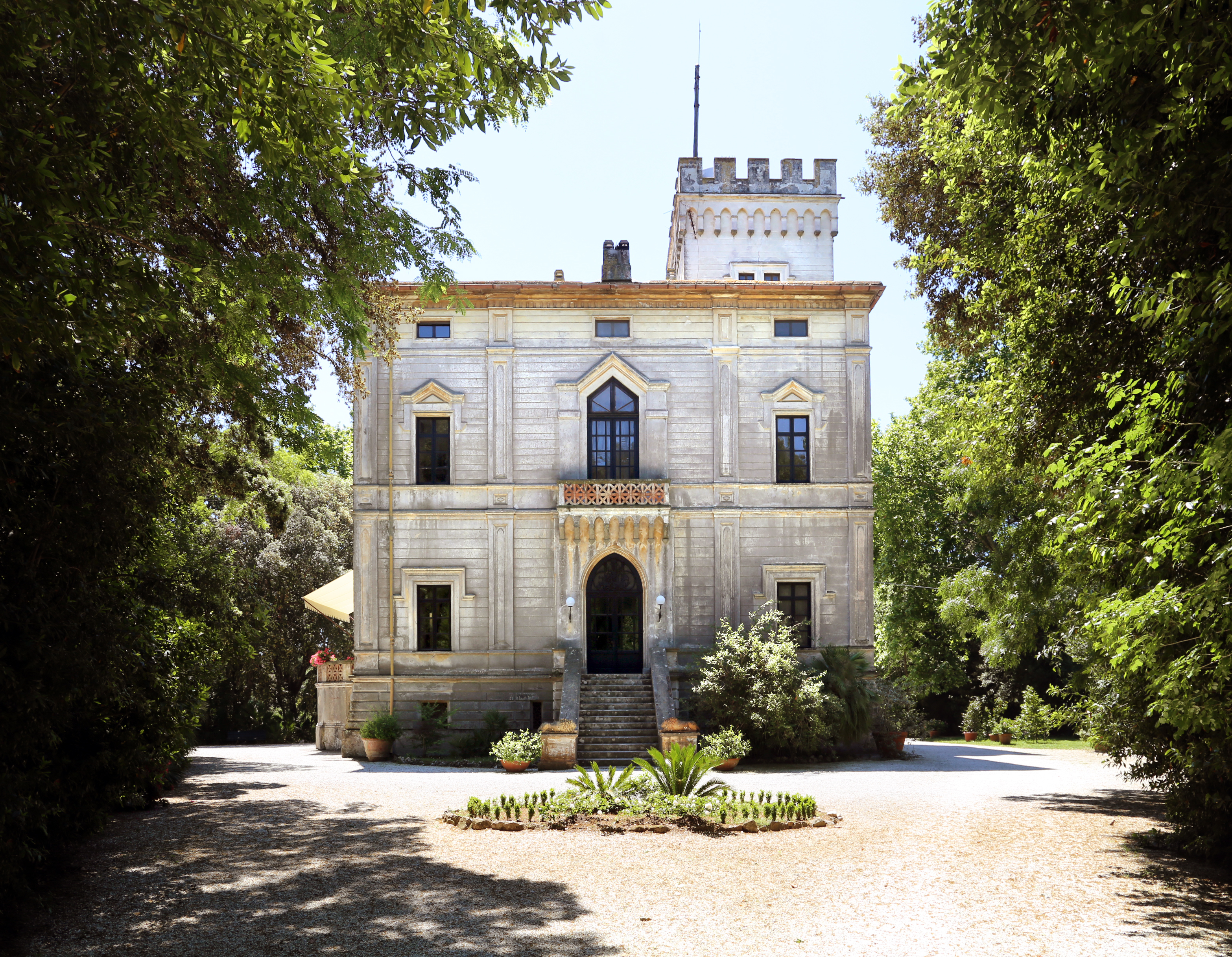
Villa Orlando

- Villa Puccini: Se encuentra frente al Lago de Massaciuccoli. En 1880 Puccini dejó su Lucca natal para estudiar en el conservatorio de Milán, retornando luego a Toscana donde compró una casa con vista al lago de Massaciuccoli, transformándola en una palacete de dos pisos, con frescos y decoraciones realizados por grandes pintores de la Versilia. Fue en esa residencia donde compuso en 1904 Madama Butterfly,  La fanciulla del West (1910) y  El tríptico (1918). La villa, hoy convertida en museo, se encuentra prácticamente igual a cuando era ocupada por Puccini, siendo  visitada por los amantes de la lírica proveniente de todo el mundo.

- Villa Borbone: Construida originalmente en 1822, y luego varias veces ampliada y modificada, fue la residencia de María Luisa de Borbón, duquesa de Lucca entre los años 1817 y 1824. En 1985 la villa fue donada al Municipio de Viareggio para uso cultural, restaurándola recientemente con la colaboración con la Universidad de Pisa. Hoy día se utiliza como sede de eventos y espectáculos.

- Villa Orlando: es un palacio ubicado frente al Lago de Massaciuccoli, su entrada se encuentra sobre la calle Puccini en el sitio donde antiguamente se erigía una torre. En 1896 la compró Salvatore Orlando siendo sus herederos los dueños actuales.

- Iglesia de San José: Es la Iglesia principal de Torre del Lago, erigida el 28 de noviembre de 1776, tanto en su interior como en la fachada se encuentran frescos del pintor local Lanfranco Orlandi (1931-2007).

## Atracciones

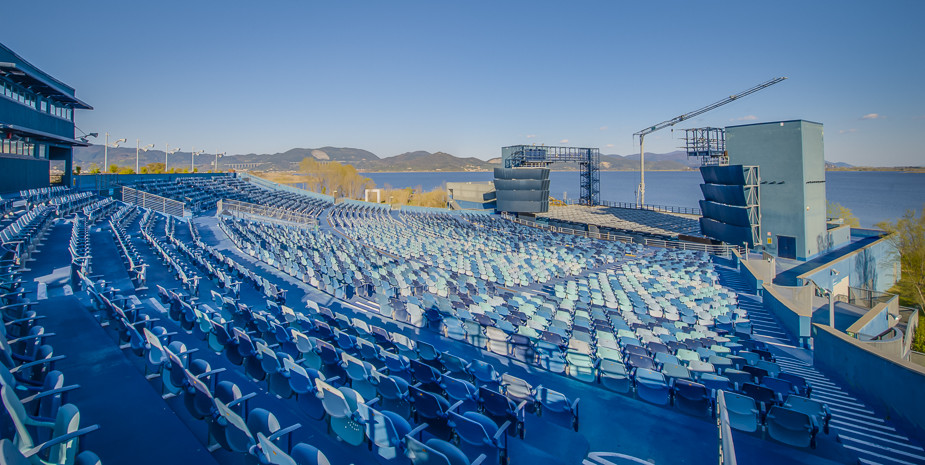
Gran Teatro Giacomo Puccini

El Festival Puccini, es un festival de ópera anual que atrae a unas 40.000 personas, se celebra en su teatro al aire libre, a corta distancia de la Villa Puccini, y se representan obras del famoso compositor 

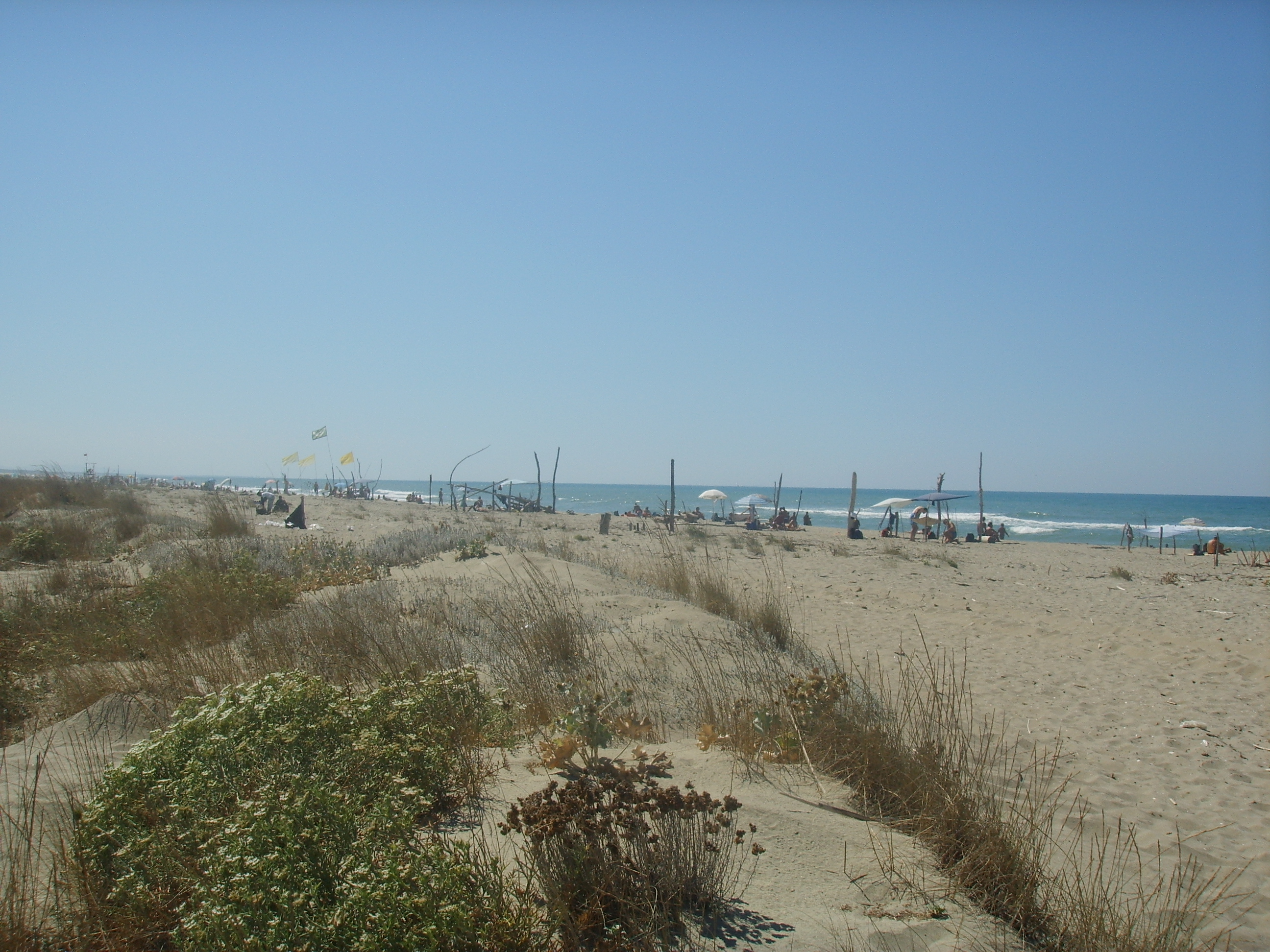
La Lecciona, playa gay friendly.

Torre del Lago es también famosa por su zona costera (Marina di Torre del Lago), muy concurrida en los meses veraniegos, por la presencia de varios restaurantes y discotecas, al igual que por la playa Lecciona, uno de los balnearios gay friendly más famosos de Italia como destino del turismo LGBT. El 5 de junio de 2022 fue inaugurada en playa Lecciona la primera playa nudista del sector.
El lago de Massaciuccoli es un espejo de agua de alrededor de 290 kilómetros cuadrados poco profundo, residuo de una gran laguna formada hace 5.500 años entre el Arno y el Serchio. De enorme interés natural, baña varias localidades entre las que se encuentra Torre del Lago Puccini. El lago es una etapa importante para todas las aves migratorias en ruta hacia los países cálidos.

## Autonomía
Una parte de los habitantes de Torre del Lago Puccini en más de una ocasión pretetendieron la autonomía del municipio de Viareggio, así,  en el año 1988 un  referéndum donde solo participaron los residentes a de la fracción arrojó como resultado que el 82,30% se encontraba a favor de la separación, posteriormente en el año 2004 se llevó a cabo un referéndum, donde participaron los residentes de todo el municipio, con base en lo dispuesto por la nueva ley de la Región Toscana, donde la participación alcanzó el 66,26% y los resultados fueron 40,73% en favor de la autonomía y el 59,27% en contra.